# Un fil à la patte (Theaterstück)

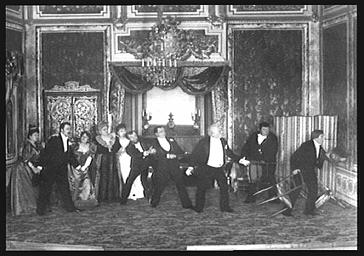
Un fil à la patte, Foto: Félix Nadar

Un fil à la patte (sinngemäß: Ein Klotz am Bein; wörtlich: Ein Faden an der Pfote) ist eine Komödie in drei Akten von Georges Feydeau, uraufgeführt am 9. Januar 1894 in Paris im Théâtre du Palais-Royal und wird im Französischen zum Untertyp des Vaudeville gezählt. Das Stück hatte großen Erfolg und wurde 129 Mal aufgeführt.

## Handlung

### 1. Akt
Fernand de Bois-d'Enghien kommt zu seiner Mätresse, der Diva Lucette Gautier, um ihr nach dem Mittagessen das Ende ihrer Beziehung zu eröffnen. Seine Hochzeit mit Viviane, der Tochter der Baronin Duverger, wird am selben Tag im Figaro angekündigt.
Angesichts der weiteren anwesenden Personen wird es für ihn aber immer schwieriger, die Beziehung wirklich zu beenden: Da ist Gontran de Chenneviette, der Vater von Lucettes Kind und krankhafter Spieler, Ignace de Fontanet, ein Freund mit starkem Mundgeruch, Marceline, Lucettes unverbesserlich genusssüchtige Schwester, und die Prostituierte Nini Galant. Außerdem lobt eine Kritik in der Zeitung Lucettes letzte Aufführung und Bois-d'Enghien sieht sich genötigt, den Anwesenden den in derselben Zeitung abgedruckten Beweis seiner Untreue aus den Händen zu reißen.
Während des gemeinsamen Mittagessens kommt der kleinkarierte Kanzleischreiber Bouzin, der auch Lieder schreibt, und klingelt an der Tür. Der Diener öffnet ihm, Bouzin bringt ein peinliches Werk als Geschenk für Lucette Gautier. Der Butler empfängt ihn kühl und lässt das Lied Lucette bringen, die noch isst. Bouzin, der im Vorzimmer wartet, steckt seine Visitenkarte in einen gerade anonym abgegebenen Blumenstrauß, um seine Galanterie vorzutäuschen und der Sängerin noch mehr zu schmeicheln.
Die Baronin Duverger, Fernands künftige Schwiegermutter, kommt ebenfalls. Sie möchte Lucette bitten, noch am selben Abend bei der Hochzeit ihrer Tochter zu singen. Lucette akzeptiert, ohne sich natürlich vorstellen zu können, dass der zukünftige Ehemann kein anderer als ihr Geliebter Bois-d'Enghien ist.
Der Diener kommt aus dem Speisezimmer zurück, gibt Bouzin, der noch im Vorzimmer wartet, sein Lied zurück und erklärt ihm, dass Lucette es dumm findet. Bouzin ist gekränkt und verschwindet eilig.
Die vorausschauende Geliebte Lucette lässt sich bereits von dem südamerikanischen General Irrigua den Hof machen, der mit einem starken argentinischen Akzent spricht, der zuweilen zu einem wirren Französisch führt. Irrigua ist als Minister zum Tod verurteilt worden, weil er das für den Kauf von Kriegsschiffen bestimmte Geld seines Landes beim Baccara verspielt hat. Er hat Lucette einen Blumenstrauß und einen Ring in einer Schatulle bringen lassen, um ihr damit zu erklären, dass er verrückt nach ihr ist.
Lucette entdeckt auf dem in ihrem Salon aufgestellten Strauß die Visitenkarte Bouzins und bekommt Gewissensbisse, die sich verstärken, als sie in den Rosen versteckt den wunderbaren Ring findet. Sie lässt Bouzin zurückrufen, der ihr jetzt als Autor schon wesentlich interessanter erscheint.
Während sie zunächst noch nicht weiß, dass der Strauß und der Ring von General Irrigua stammen, lässt dieser sie das schnell erkennen, als er in den Salon platzt und ihr seine Liebe erklärt.
Als Bouzin tatsächlich zurückkommt, trifft er daher eine fuchsteufelswilde Lucette an, die ihn, nachdem er sie zum Narren gehalten hat, einmal mehr hinauswirft; um so mehr, als sie dem General zuvor erklärt hat, nicht mehr zu haben zu sein. Der General fragt Bois-d'Enghien, wer sein Rivale sei, den er töten wolle. Der völlig erschreckte Bois-d'Enghien erklärt ihm feige, Lucettes Geliebter sei Bouzin, der sich just mit seinem Lied für Lucette in ihrem Appartement befindet. Der General tauscht mit Bouzin seine Visitenkarte aus: Bouzin, der von dieser Ehre zunächst sehr überrascht ist, ist außer sich vor Angst, als der General ihm erklärt, ihn am folgenden Morgen zu töten. Er flieht verstört und erschreckt.

### 2. Akt
Bei der Baronin Duverger richtet sich Lucette in dem Zimmer ein, das ihr als Garderobe zur Verfügung gestellt wurde, und entdeckt ihren Liebhaber im Schrank versteckt. Die Baronin hält derweil Marceline für ihr Hausmädchen.
Bois-d’Enghien behauptet gegenüber Lucette, es gäbe einen Luftzug im Salon, Lucette informiert aufgeregt die Baronin, die dies prüft und keinen Luftzug feststellt.
Die Zeit nutzt Bois-d’Enghien, um Gontran de Chenneviette in seine Situation einzuweihen. Gontran schaut daraufhin noch einmal mit Lucette nach dem Luftzug, damit Bois-d’Enghien in der Zeit die Baronin und Viviane darauf einschwören kann, nicht die Worte „Verlobter“ oder „zukünftiger Schwiegersohn“ in den Mund zu nehmen, weil Lucette in Ohnmacht fallen würde.
Leider kann sich die Baronin bei der gegenseitigen Vorstellung in dem als Garderobe der Künstlerin benutzten Zimmer nicht enthalten zu sagen, dass Bois-d’Enghien der Verlobte ihrer Tochter Viviane ist. Lucette fällt prompt auf das Canapé und in Ohnmacht. Bois-d'Enghien beeilt sich, ihr Luft zuzufächeln, alle anderen verlassen das Zimmer. Als sie wieder zu sich kommt, kündigt Lucette an, sich mit einem Revolver zu erschießen und schließt die Türen ab. Um sie vom Selbstmord abzubringen, überzeugt Fernand sie davon, sie immer noch zu lieben. Bei den Neckereien während der Versöhnung hat Lucette ihm eine Ähre ins Hemd gleiten lassen, weshalb Fernand sich ausziehen muss, um sich davon zu befreien. Noch während er sich auszieht, öffnet Lucette wieder die Türen und klingelt die anderen mit einem Glöckchen herbei.
Alle kommen wieder in das Zimmer zurück und sehen Fernand in Unterwäsche und mit Strumpfhaltern neben Lucette.

### 3. Akt
Auf dem Treppenabsatz von Bois-d'Enghiens Wohnung gehen alle Personen so schnell herein und heraus, dass Bois-d'Enghien, der sich zu verstecken versucht, um sich auszuziehen, sich plötzlich in Flanellunterwäsche draußen befindet und nicht mehr weiß, wo er sich verstecken soll. Seine Wohnungstür ist zu. Er ruft um Hilfe. Nachdem er Bouzin gezwungen hat, ihm seine Kleider zu geben, trifft er Viviane, die ihrer Mutter abgenötigt hat, Bois-d'Enghien heiraten zu können. Die Baronin hat das akzeptiert. Lucette dagegen wird wohl den General Irrigua heiraten. Das Stück endet mit der Verhaftung Bouzins wegen Nacktheit in der Öffentlichkeit.

## Verfilmungen
Kino
- 1925: Un fil à la patte von Robert Saidreau.
- 1933: Un fil à la patte von Karl Anton.
- 1955: Le Fil à la patte von Guy Lefranc.
- 2005: Un fil à la patte von Michel Deville.

Fernsehen
- 1970: Un fil à la patte, Fernseh-Inszenierung für Au théâtre ce soir.
- 1990: Fernseh-Inszenierung von Pierre Mondy mit Christian Clavier, Jacques Villeret, Martin Lamotte, Sabine Haudepin, Valérie Lemercier und Franck de Lapersonne.
- 2005: Un fil à la patte, Fernseh-Inszenierung von Francis Perrin mit Moderatoren von France 2.
- 2011: Un fil à la patte, Inszenierung von Dominique Thiel, ausgestrahlt auf France 4 am 17. Oktober 2021 mit Guillaume Gallienne, Claude Mathieu, Hervé Pierre und Florence Viala.
- 2018: Un fil à la patte, Theater-Inszenierung von Jacques Charon in einer Fernseh-Adaption des INA.

## Bekannte Schauspieler
- In der Rolle der Lucette: Micheline Boudet, Emmanuelle Béart, Marie-Ange Nardi, Suzy Delair, Florence Viala, Coraly Zahonero.
- In der Rolle des Bouzin: Robert Hirsch, Christian Hecq, Bourvil, Jacques Villeret, Tex.
- In der Rolle des Dieners: Christian Gonon.